# Gnopharmia melanotaenia
Gnopharmia melanotaenia là một loài bướm đêm trong họ Geometridae.